# Nyssodectes roseicollis
Nyssodectes roseicollis là một loài bọ cánh cứng trong họ Cerambycidae.